# 4759 Оретта
4759 Оретта (4759 Åretta) — астероїд головного поясу, відкритий 7 листопада 1978.
Тіссеранів параметр щодо Юпітера — 3.176.